# Adam Dorant
Adam Dorant (ur. w 1821 w Warszawie zm. 10 grudnia 1864 tamże) – polski agronom, działacz niepodległościowy, uczestnik spisku Piotra Ściegiennego, uczestnik ruchu 1846 roku, Sybirak, uczestnik przygotowań do powstania styczniowego, literat.

## Życiorys
Uczył się w Opolu Lubelskim, później w gimnazjum w Lublinie. Ukończył Instytut Agronomiczny w Marymoncie. W 1841 roku w Radlinie zetknął się ponownie z ks. Piotrem Ściegiennym, który był jego nauczycielem w Opolu Lubelskim. Ściegienny przyjął Adama i jego młodszego brata Ludwika, do stworzonej przez siebie organizacji niepodległościowej. Obaj bracia zostali aresztowani i osadzeni w Cytadeli. Adamowi nie udowodniono udziału w spisku i został zwolniony, pod nadzór policyjny. Brał udział w ruchu 1846 roku, za co został zesłany na Sybir. Po amnestii w 1857 roku wrócił do Polski i zaangażował się w pracę w cywilnej organizacji przygotowującej nowe powstanie. Jego działalność w czasie samego powstania nie jest znana.
9 grudnia 1864 roku pod błahym pozorem „nieposiadania latarki w nocy” został zatrzymany i odstawiony do cyrkułu (komisariatu). Stamtąd nazajutrz pod eskortą został zabrany do swojego mieszkania przy ul. Smolnej w celu upewnienia się, czy jest tym, za kogo się podaje. W okolicy domu „zbiegł milicyantowi, a wpadłszy do swego mieszkania, oknem z 3go piętra na bruk podwórza wyskoczył i na miejscu się zabił”. Wiadomo, że wpadłszy do swojego mieszkania, zamknął się w nim i spalił kompromitujące organizację, do której należał, dokumenty. Później próbował salwować się ucieczką przez okno.
Był dobrym rysownikiem, skonstruował globus własnego pomysłu, jako literat współpracował z Tygodnikiem Ilustrowanym i z Czytelnią Niedzielną.

## Rodzina
Pochodził ze spolszczonej szlachty francuskiej, osiadłej na Litwie po nocy św. Bartłomieja. Był synem Ignacego Dorantta, też agronoma, i Joanny z domu Bratyńskiej. Miał 4 młodszych braci, aktywnie działających w niepodległościowych organizacjach spiskowych:
- Ludwik – również uczestnik spisku ks. Ściegiennego, za udział w tym spisku zasłany na katorgę, wrócił do Polski po amnestii w 1857 roku, ponownie zaangażował się w przygotowania do nowego powstania, ponownie aresztowany i zesłany na katorgę, zaginął na Kaukazie bez wieści
- Ignacy – zesłany na Syberię, powrócił do Polski i pracował w przemyśle cukierniczym, jego synem z pierwszego małżeństwa był Leon Dorantt, a drugą żoną była Karolina Nidecka, wnuczka Józefa Elsnera
- Władysław – po aresztowaniach braci emigrował, po powrocie do Polski pracował w przemyśle cukierniczym
- Tomasz (1826–1887) był jednym z pionierów przemysłu cukierniczego w Królestwie i na Ukrainie.

Między rokiem 1857 a aresztowaniem pierwsi trzej z nich należeli do „partii”, czyli walczyli w oddziałach partyzanckich.
Członkowie rodziny Dorantów w XIX wieku używali zamiennie nazwisk Dorant i Dorantt.
Tomasz ożenił się z Justyną Karoliną Gamrat, której siostra, Julia Gamrat, zamężna za Stanisławem Kosteckim, była babką Anny Podgórskiej.
Córka Tomasza Doranta, Maria Regina Dorantt wyszła za Józefa Pomarańskiego. Dziećmi tej pary byli m.in. Stefan Pomarański i Zygmunt Pomarański.